# Казальчипрано
Казальчипрано, Казальчіпрано (італ. Casalciprano) — муніципалітет в Італії, у регіоні Молізе,  провінція Кампобассо.
Казальчипрано розташоване на відстані близько 175 км на схід від Рима, 12 км на захід від Кампобассо.
Населення — 571 особа (2014).
Щорічний фестиваль відбувається 12 травня. Покровитель — San Cristinziano.

## Демографія
Населення за роками:

Станом на 1 січня 2023 року в муніципалітеті офіційно проживало 25 іноземців з 6 країн, серед них 8 громадян країн Євросоюзу та 12 громадян України.

## Сусідні муніципалітети
- Буссо
- Кастропіньяно
- Фрозолоне
- Сант'Елена-Санніта
- Спінете
- Торелла-дель-Санніо